# Theodor Pallady
Theodor Pallady (Iași, 11 de abril de 1871 — Bucareste, 16 de agosto de 1956) foi um pintor romeno. Na juventude Pallady foi viver para Dresden, onde estudou engenharia. Mais tarde, foi viver para Paris, onde trabalhou no estúdio de Edmond Aman-Jean e se matriculou na Academia de Belas Artes (Académie des Beaux-Arts). Em 1892 trabalhou no estúdio de Gustave Moreau, onde teve colegas como Henri Matisse, Georges Rouault e Albert Marquet.
Em 1904, retornou à Romênia. No entanto, manteve conexões estreitas com Paris, onde continuou a realizar exposições pessoais, até à eclosão da Segunda Guerra Mundial. Morreu em Bucareste e foi enterrado no Cemitério Bellu.

## Legado
O Museu Theodor Pallady, em Bucareste, um complexo do Museu Nacional de Arte da Romênia, tem apenas seis pinturas do autor. Outras obras de Pallady são fazem parte das coleções do Museu Nacional de Arte da Romênia, do Museu Zambaccian (ambos em Bucareste), do Palácio da Cultura em Iași, do Museu do Condado de Argeş, em Pitești, e no Museu Nacional de Brukenthal em Sibiu. Há também algumas pinturas no  Museu de Arte de Craiova.